# Julian Plenti Is... Skyscraper
 (décembre 2024).
Si vous disposez d'ouvrages ou d'articles de référence ou si vous connaissez des sites web de qualité traitant du thème abordé ici, merci de compléter l'article en donnant les références utiles à sa vérifiabilité et en les liant à la section « Notes et références ».
Julian Plenti Is... Skyscraper est le premier album solo de l'artiste britannique Paul Banks, alias Julian Plenti. L'album est sorti durant l'été 2009.
Paul Banks est également le leader et chanteur du groupe de rock américain Interpol.

## Liste des titres
1. Only If You Run - 3:49
2. Fun That We Have - 3:41
3. Skyscraper - 3:20
4. Games For Days - 3:57
5. Madrid Song - 2:08
6. No Chance Survival - 4:03
7. Unwind - 3:18
8. Girl On The Sporting News - 2:53
9. On The Esplanade - 3:41
10. Fly As You Might - 3:57
11. H - 2:39